# Discografie van Less Than Jake
| Discografie van Less Than Jake | Discografie van Less Than Jake |
| ------------------------------ | ------------------------------ |
| Studioalbums                   | 8                              |
| Livealbums                     | 6                              |
| Verzamelalbums                 | 5                              |
| Videoalbums                    | 3                              |
| Ep's                           | 10                             |
| Singles                        | 17                             |
| Videoclips                     | 13                             |

De discografie van Less Than Jake, een Amerikaanse ska-punkband afkomstig uit Gainesville, Florida, bestaat uit acht studioalbums, zes livealbums, vijf verzamelalbums, drie videoalbums, tien ep's, en 17 singles. Verder heeft de band 13 videoclips opgenomen. De band is actief sinds 1992.
De band is begonnen bij het kleine platenlabel Dill Records (Pezcore, 1995) maar heeft de andere studioalbums voornamelijk laten uitgeven bij Capitol Records, Sire Records en Fat Wreck Chords. Ook heeft Less Than Jake een eigen platenlabel waar enkele albums zijn (her)uitgegeven, genaamd Sleep It Off Records. Ook heeft drummer Vinnie Fiorello een eigen platenlabel, dat Fueled by Ramen heet. Via dit label zijn ook diverse albums uitgegeven.

## Studioalbums
| Jaar | Titel                 | Label                | Formaat |
| ---- | --------------------- | -------------------- | ------- |
| 1995 | Pezcore               | Dill Records         | cd, lp  |
| 1996 | Losing Streak         | Capitol Records      | cd, lp  |
| 1998 | Hello Rockview        | Capitol Records      | cd, lp  |
| 2000 | Borders & Boundaries  | Fat Wreck Chords     | cd, lp  |
| 2003 | Anthem                | Sire Records         | cd, lp  |
| 2006 | In with the Out Crowd | Sire Records         | cd, lp  |
| 2008 | GNV FLA               | Sleep It Off Records | cd, lp  |
| 2013 | See the Light         | Fat Wreck Chords     | cd, lp  |

## Livealbums
| Jaar | Titel                                        | Label                | Formaat  |
| ---- | -------------------------------------------- | -------------------- | -------- |
| 1999 | Bootleg a Bootleg, You Cut Out the Middleman | Fueled by Ramen      | cd       |
| 1999 | Live from Uranus                             | Capitol Records      | cd       |
| 2003 | Live from the Santa Monica Store             | (eigen beheer)       | download |
| 2011 | Losing Streak: Live                          | Sleep It Off Records | download |
| 2011 | Hello Rockview: Live                         | Sleep It Off Records | dvd      |
| 2016 | Live from Astoria                            | Rude Records         | cd, lp   |

## Verzamelalbums
| Jaar | Titel                                         | Label            | Formaat |
| ---- | --------------------------------------------- | ---------------- | ------- |
| 1995 | Losers, Kings, and Things We Don't Understand | No Idea Records  | cd, lp  |
| 1999 | The Pez Collection                            | Capitol Records  | cd, lp  |
| 2002 | Goodbye Blue & White                          | No Idea Records  | cd, lp  |
| 2004 | B is for B-sides                              | Sire Records     | cd      |
| 2012 | Greetings & Salutations from Less Than Jake   | Fat Wreck Chords | lp      |

## Videoalbums
| Jaar | Titel                                  | Label                | Formaat |
| ---- | -------------------------------------- | -------------------- | ------- |
| 2002 | Avant Tarde                            | Fueled by Ramen      | VHS     |
| 2004 | The People's History of Less Than Jake | Fueled by Ramen      | dvd     |
| 2011 | Anthology                              | Sleep It Off Records | dvd     |

## Ep's
| Jaar | Titel                                     | Label                | Formaat     |
| ---- | ----------------------------------------- | -------------------- | ----------- |
| 1993 | Smoke Spot                                | No Idea Records      | 7-inch      |
| 1995 | Making Fun of Things You Don't Understand | Far Out Records      | 10-inch     |
| 1997 | Greased                                   | No Idea Records      | 12-inch, cd |
| 1999 | Pesto                                     | Very Small Records   | 7-inch, cd  |
| 2005 | B is for B-sides (Remixed)                | Fueled by Ramen      | 10-inch, cd |
| 2007 | Absolution for Idiots and Addicts         | Fueled by Ramen      | cd          |
| 2010 | TV/EP                                     | Sleep It Off Records | 7-inch, cd  |
| 2011 | Greetings from Less Than Jake             | Sleep It Off Records | cd          |
| 2012 | Seasons Greetings from Less Than Jake     | Sleep It Off Records | cd          |
| 2017 | Sound the Alarm                           | Pure Noise Records   | 12-inch, cd |

## Singles
| Jaar | Titel                                        | Album                 |
| ---- | -------------------------------------------- | --------------------- |
| 1997 | "Automatic                                   | Losing Streak         |
| 1997 | "Dopeman"                                    | Losing Streak         |
| 1997 | "Dopeman (Remixed)"                          | (geen)                |
| 1997 | "Howie J. Reynolds"                          | (geen)                |
| 1998 | "History of a Boring Town"                   | Hello Rockview        |
| 2000 | "All My Best Friends are Metalheads"         | Hello Rockview        |
| 2000 | "All My Best Friends are Metalheads (Remix)" | (geen)                |
| 2001 | "Gainesville Rock City"                      | Borders & Boundaries  |
| 2003 | "She's Gonna Break Soon"                     | Anthem                |
| 2003 | "The Science of Selling Yourself Short"      | Anthem                |
| 2003 | "Surrender"                                  | Anthem                |
| 2006 | "Overrated (Everything Is)"                  | In with the Out Crowd |
| 2006 | "The Rest of My Life"                        | In with the Out Crowd |
| 2008 | "Does the Lion City Still Roar?"             | GNV FLA               |
| 2008 | "Abandon Ship"                               | GNV FLA               |
| 2014 | "My Money is on the Long Shot"               | See the Light         |
| 2014 | "Do the Math"                                | See the Light         |

## Videoclips
| Jaar | Nummer                                  | Album                                       |
| ---- | --------------------------------------- | ------------------------------------------- |
| 1996 | "Automatic"                             | Losing Streak                               |
| 1996 | "Dopeman"                               | Losing Streak                               |
| 2000 | "All My Best Friends Are Metalheads"    | Hello Rockview                              |
| 2001 | "Gainesville Rock City"                 | Borders & Boundaries                        |
| 2003 | "She's Gonna Break Soon"                | Anthem                                      |
| 2003 | "The Science of Selling Yourself Short" | Anthem                                      |
| 2006 | "Overrated (Everything Is)"             | In with the Out Crowd                       |
| 2006 | "The Rest of My Life"                   | In with the Out Crowd                       |
| 2008 | "Does the Lion City Still Roar?"        | GNV FLA                                     |
| 2009 | "Conviction Notice"                     | GNV FLA                                     |
| 2012 | "Goodbye, Mr. Personality"              | Greetings & Salutations from Less Than Jake |
| 2013 | "My Money is on the Long Shot"          | See the Light                               |
| 2014 | "Do the Math"                           | See the Light                               |